# Mananthes sumatrana
Mananthes sumatrana là một loài thực vật có hoa trong họ Ô rô. Loài này được (Miq.) Bremek. mô tả khoa học đầu tiên năm 1948.